# Volîțea, Mostîska
Volîțea (în ucraineană Волиця) este un sat în comuna Tșceneț din raionul Mostîska, regiunea Liov, Ucraina.

## Demografie
Componența lingvistică a localității Volîțea
     Ucraineană (69,23%)
     Polonă (30,29%)
     Alte limbi (6,32%)
Conform recensământului din 2001, majoritatea populației localității Volîțea era vorbitoare de ucraineană (69,23%), existând în minoritate și vorbitori de polonă (30,29%).